# Rogue River, Oregon
Rogue River är en ort (city) i Jackson County, Oregon, USA.